# サンラフェル (カリフォルニア州)
サンラフェル（英: San Rafael、発音: [ˌsæn rəˈfɛl]、スペイン語発音: [san rafaˈel]）は、アメリカ合衆国カリフォルニア州のマリン郡にある都市。同郡の郡庁所在地である。人口は6万1271人（2020年）。サンフランシスコ・ベイエリアのノースベイに位置している。

## 歴史
サンラフェルとなっている場所にはかつて幾つかの海岸ミウォク族インディアンの集落があった。すなわち現在のサンラフェル市中心街近くに「アワニウィ」、市内のテラリンダ地区の近くに「エウー」、および市に近いマリンウッドに「ショトモコチャ」の各集落だった。メキシコがスペインからの独立を果たす4年前の1817年12月14日、現在のサンラフェル市中心街に、メキシコの植民地アルタ・カリフォルニアにおけるスペインのカリフォルニア・ミッション第20番目の伝道所として大天使聖ラファエル伝道所が設立された。設立したのはサンノゼ伝道所のナルシソ・デュラン神父、サンフランシスコ・デ・アシス伝道所のアベラ神父、ラ・イグレシア・デ・ヌエストラ・セニョーラ・レイナ・デ・ロス・アンヘレス（我々の淑女天使の女王の教会）のルイス・ヒル・イ・タボアダ神父、および伝道所群の筆頭神父であるフニペロ・セラ神父だった。大天使聖ラファエル伝道所はその下にある伝道所に続くロバ道に位置していた。この伝道所サンラフェル市は、癒しの天使である大天使ラファエルに因んで名付けられている。
この伝道所は当初、寒いサンフランシスコのドロレス伝道所で病気になってきたセントラルバレー・インディアンのために病院として計画された。ルイス・ヒル神父はインディアン語を幾つか話せる人であり、その施設の責任者になった。サンラフェルの理想的な気候のせいもあって、1822年には正式な伝道所に格上げされた。その最初の年に300人を改宗させ、1828年までの改宗者は1,140人になった。メキシコ政府が1834年にカリフォルニア・ミッションを引き継ぎ、聖ラファエル伝道所は1844年に放棄されて、最後は廃墟になった。現在ある伝道所は1949年に当初の様式で再建されたが、当初の配置とは90度曲げられている。
1879年にサンフランシスコ・ノースパシフィック鉄道がサンラフェル市を通り、1888年には全国的な鉄道網に接続された。

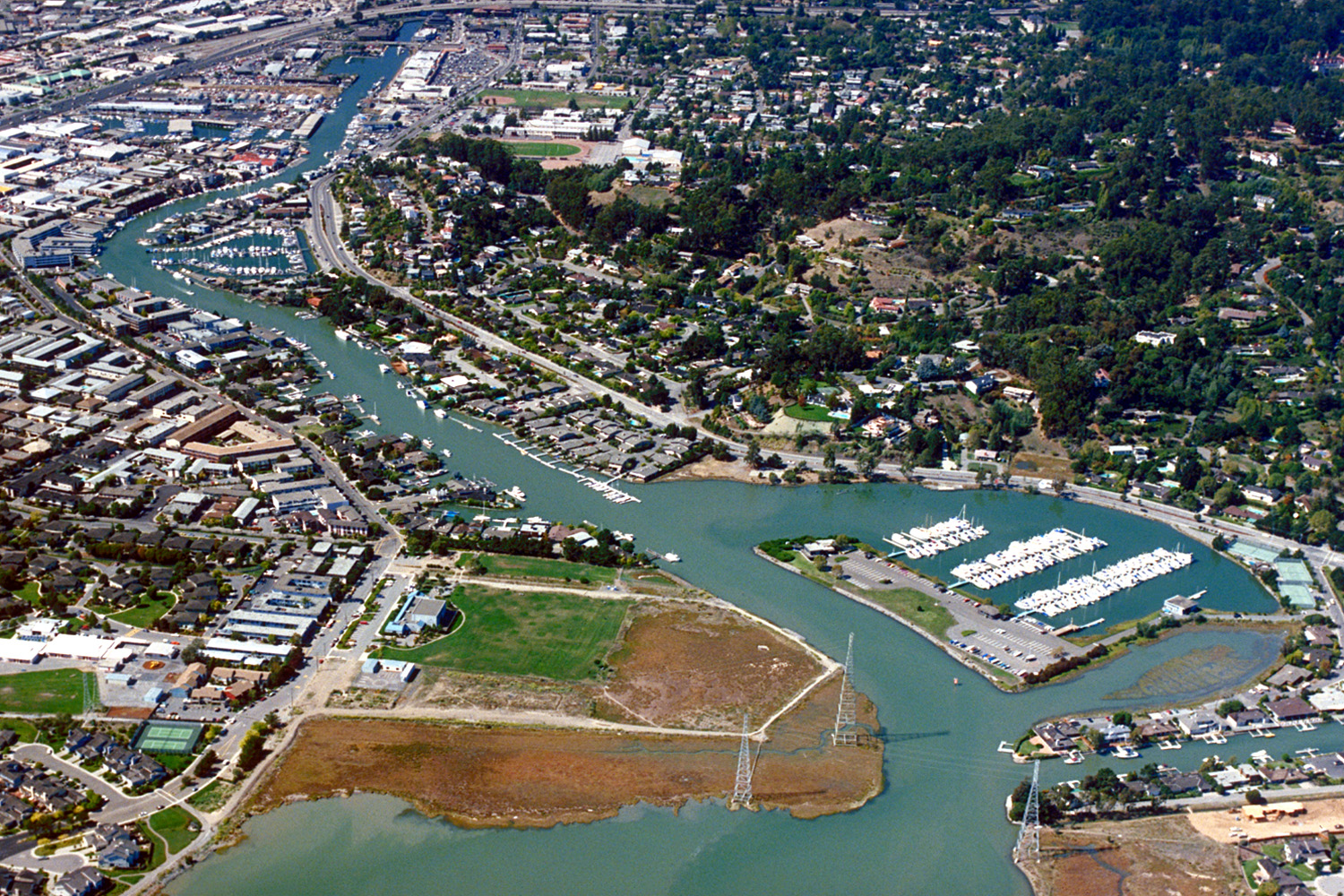
サンラフェル市のキャナル地域

## 地理
サンラフェルは北緯37度58分25秒 西経122度31分52秒 / 北緯37.97361度 西経122.53111度に位置する。アメリカ合衆国国勢調査局に拠れば、市域全面積は22.4平方マイル (58.1 km2)であり、このうち陸地は16.6平方マイル (43.0 km2)、水域は5.8平方マイル (15.1 km2) 、水域率は26.04％である。
著名なランドマークとしては次のものがある。
- 大天使聖ラファエル伝道所、その周辺に市が発展した
- マリン郡市民センター、フランク・ロイド・ライトが設計
- ラフェル映画館
- チャイナキャンプ州立公園
- カーナー・スタジオ
- ジョージ・ルーカスのスタジオであるスカイウォーカーランチ

## 環境
サンラフェルの海岸線はその歴史の中で土地開発に供するために湾の泥（飽和した粘土沈泥）を厚さ90フィート (27 m) まで積んでかなりの範囲を埋め立ててきた。マーフィーズポイントのような特定の場所では砂岩あるいは頁岩が泥の中から露出している。
サンラフェルでは高度の高い地域にある森林から沼地や河口の地域まで幅広く多様な野生生物の生息域がある。沼地には絶滅危惧種の塩性沼沢カヤネズミが生息している。サンラフェル・クリークやミラー・クリーク回廊など川岸に住む生物の地域もある。

### 気候
サンラフェルの気候は海洋性西海岸気候（ケッペンの気候区分Csb）にあり、冬は温暖で氷点下になることが滅多に無い。太陽の低い季節でも日中の最高気温は50°F台半ば (11-15 ℃)、最低気温は40°F台半ば (5-10 ℃) である。夏の平均最高気温は80°F台前半 (27-29 ℃)、最低気温は50°F台半ば (11-15 ℃) である。アメリカ国立気象局に拠れば、8月が通常最も暑い月であり、最高気温は81.3°F (27 ℃) 、最低気温は54.8°F (13 ℃) である。このことで平均的な状態ではこの地域で空調無しでも生活できる。1月が最も寒い月であり、最高気温は56.2°F (13 ℃) 、最低気温は41.3°F (5 ℃) である。過去最高気温は1961年6月に記録された110°F (43 ℃) である。最近では2006年7月23日に108°F (42 ℃) が記録された。過去最低気温は1990年12月22日に記録された20°F (−7 ℃) である。年間平均で90°F (32 ℃) を上回る日は19.5日、100°F (38 ℃) を上回る日は2.1日ある。氷点の32°F (0 ℃) を下回る日は4.2日ある。
年間平均降水量は34.29インチ (871 mm) であり、計測可能な降水日は平均して年間68.5日ある。雨の多い季節は11月から4月初旬である。この期間以外での降水は稀であり、6月から9月には雨が降らないのが通常である。1ヶ月間の降水量が最も多かったのは1995年1月の24.11インチ (612 mm)、24時間雨量で最も多かったのは1995年12月11日の8.74インチ (222 mm) だった。降雪は稀で、1976年1月30日に幾らかの雪が記録された。
| サンラフェルの気候                | サンラフェルの気候 | サンラフェルの気候 | サンラフェルの気候 | サンラフェルの気候 | サンラフェルの気候 | サンラフェルの気候 | サンラフェルの気候 | サンラフェルの気候 | サンラフェルの気候 | サンラフェルの気候 | サンラフェルの気候 | サンラフェルの気候 | サンラフェルの気候 |
| 月                                | 1月                | 2月                | 3月                | 4月                | 5月                | 6月                | 7月                | 8月                | 9月                | 10月               | 11月               | 12月               | 年                 |
| --------------------------------- | ------------------ | ------------------ | ------------------ | ------------------ | ------------------ | ------------------ | ------------------ | ------------------ | ------------------ | ------------------ | ------------------ | ------------------ | ------------------ |
| 平均最高気温 °C （°F）            | 13 (56)            | 16 (61)            | 18 (64)            | 21 (69)            | 23 (73)            | 26 (78)            | 27 (81)            | 27 (81)            | 27 (80)            | 23 (74)            | 18 (64)            | 13 (56)            | 21 (70)            |
| 平均最低気温 °C （°F）            | 5 (41)             | 7 (44)             | 7 (45)             | 8 (47)             | 10 (50)            | 12 (53)            | 13 (55)            | 13 (55)            | 12 (54)            | 11 (51)            | 8 (46)             | 5 (41)             | 9 (49)             |
| 降水量 mm （inch）                | 187.5 (7.38)       | 181.4 (7.14)       | 124.2 (4.89)       | 44.4 (1.75)        | 17.8 (.70)         | 3 (.12)            | 1.5 (.06)          | 2 (.08)            | 8.6 (.34)          | 41.9 (1.65)        | 123.4 (4.86)       | 140.2 (5.52)       | 871 (34.29)        |
| 出典：Weather Channel August 2010 |                    |                    |                    |                    |                    |                    |                    |                    |                    |                    |                    |                    |                    |

## 人口動態
以下は2000年の国勢調査による人口統計データである。
| 基礎データ - 人口: 56,063人（2006年では17,294人） - 世帯数: 22,371世帯 - 家族数: 12,773家族 - 人口密度: 1,304.8人/km2（3,378.9人/mi2） - 住居数: 22,948軒 - 住居密度: 534.1軒/km2（1,383.1軒/mi2） 人種別人口構成 - 白人: 75.8% - アフリカン・アメリカン: 2.2% - ネイティブ・アメリカン: 0.6% - アジア人: 5.6% - 太平洋諸島系: 0.2% - その他の人種: 11.2% - 混血: 4.5% - ヒスパニック・ラテン系: 23.3% 年齢別人口構成 - 18歳未満: 19.5% - 18-24歳: 8.1% - 25-44歳: 33.3% - 45-64歳: 24.8% - 65歳以上: 14.4% - 年齢の中央値: 38歳 - 性比（女性100人あたり男性の人口） - 総人口: 98.2 - 18歳以上: 95.7 | 世帯と家族（対世帯数） - 18歳未満の子供がいる: 25.8% - 結婚・同居している夫婦: 44.3% - 未婚・離婚・死別女性が世帯主: 9.0% - 非家族世帯: 42.9% - 単身世帯: 32.1% - 65歳以上の老人1人暮らし: 10.9% - 平均構成人数 - 世帯: 2.42人 - 家族: 2.99人 収入と家計 - 収入の中央値 - 世帯: 60,994米ドル（2007年では67,789ドル） - 家族: 74,398米ドル（2007年では85,459ドル） - 性別 - 男性: 50,650米ドル - 女性: 39,912米ドル - 人口1人あたり収入: 35,762米ドル - 貧困線以下 - 対人口: 10.2% - 対家族数: 5.6% - 18歳未満: 11.7% - 65歳以上: 5.0% |

## 政治と政府
サンラフェルは民主党の強い地盤である。2010年1月5日時点で、市内には28,169人の登録有権者がおり、その中で15,646人、55.54％は民主党、5,516人、19.58％が共和党を支持しており、5,932人、21.06％は支持政党の言明を拒否した。
サンラフェルの市政は、1人の選出された市長と4人の選出された委員からなる市政委員会が統治している。現在の市長はアルバート・J・ボロである。市政委員の任期は4年間であり、2年ごとに半数が改選され奇数年に任期が終わる。ボロ市長と市政委員のコノリーとブロックバンクは2011年に改選される。残りのヘラーとレヴィンは2013年に改選される。

## 経済
サンラフェルに本部を置く会社の中でもオートデスクとウェストアメリカ銀行が著名である。

### 娯楽産業

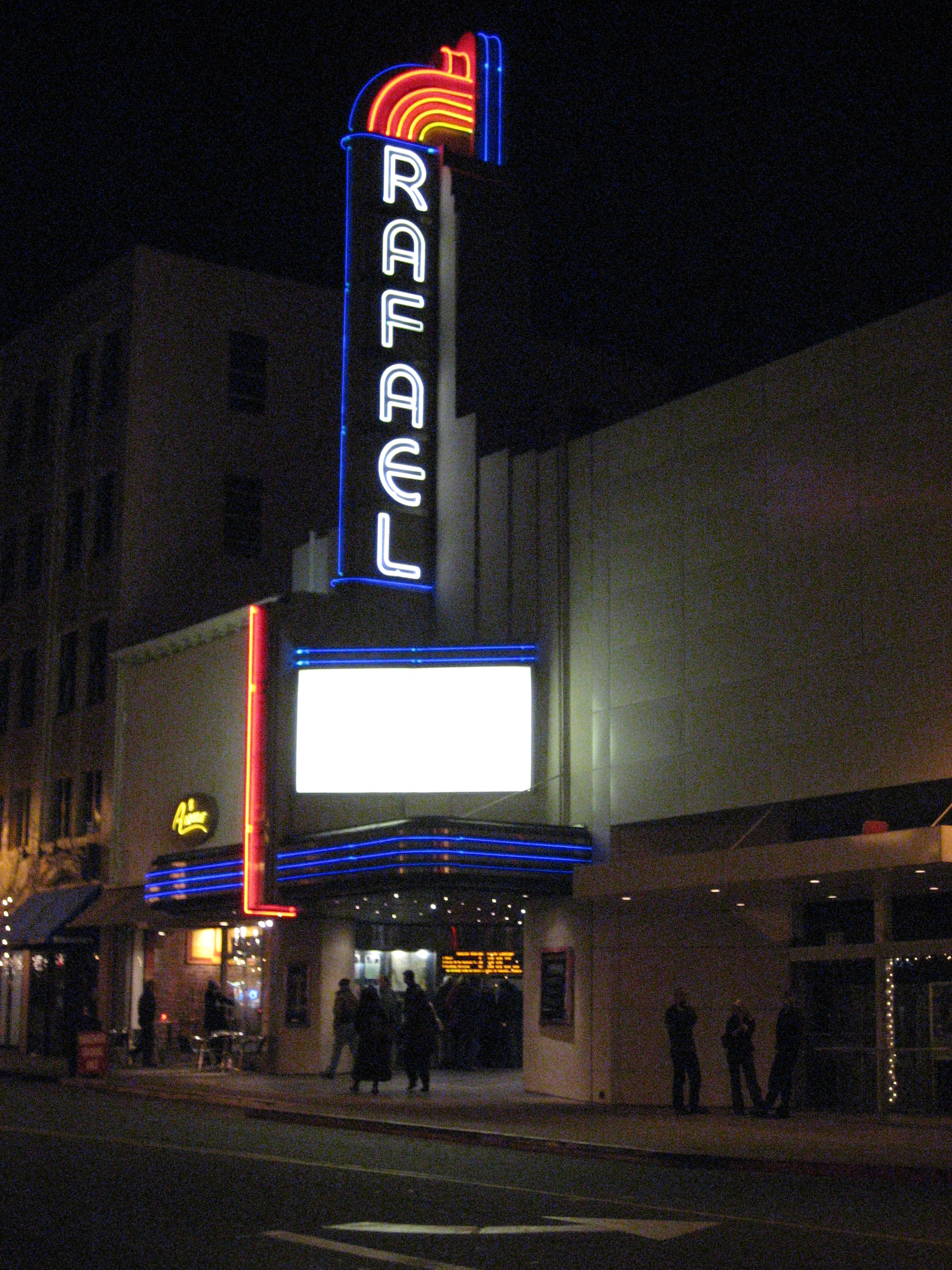
クリストファー・B・スミス・ラフェル映画館、1973年の映画『アメリカン・グラフィティ』に登場した

1970年にジョージ・ルーカスが映画『THX 1138』を撮影するためにサンラフェルに来て以来、サンラフェル市は娯楽産業、特にそのハイテク分野の中心になった。映画製作会社ルーカスフィルムを1971年に設立し、世界的にヒットした映画『スター・ウォーズ』や『インディ・ジョーンズ』のシリーズで有名になった。この会社の機能の幾つかは2005年にサンフランシスコに移された。ユニバーサル映画製作の映画『アメリカン・グラフィティ』の一部はジョージ・ルーカスの監督でサンラフェル中心街で撮影され、映画『THX 1138』の一部はサンラフェル市内にあるマリン郡市民センターで撮影された。イーサン・ホークが出演した1997年の映画『ガタカ』もマリン郡市民センターで撮影された。ルーカスが1975年に設立したインダストリアル・ライト&マジックは自作映画や他の制作者の映画の特殊効果を撮影するためのものである。ニューエイジ・ミュージックの番組『ハーツ・オブ・スペース』がここを本拠にしている。
ルーカスフィルムが市内にあることが寄与して、サンラフェルはテレビゲームの開発者を惹きつけるようになり、幾つかの主要スタディオが市内にある。しかし、市指導層の力不足とキャナル地区における効果の無いゾーニングのためにルーカスアーツを始めとして大半の会社はサンラフェルを離れた。以下はその制作会社のリストである。
- ブローダーバンド — 1980年にダグ・カールソンとゲーリー・カールストンが設立、1998年にマインドスケープに売却され、ノバートに移転した。『チョップリフター』『ロードランナー』『バンゲリングベイ』『プリントショップ』『Where in the World is Carmen Sandiego?』『MYST』など次々とヒット作を排出し、『シムシティ』の初期供給者になった。その後幾つかの会社に買収された後、ブローダーバンドの残っていた事務所もサンフランシスコに移転した。
- ルーカスアーツ — ジョージ・ルーカスが1984年に「ルーカスフィルム・ゲームズ」として設立、2005年にサンフランシスコに移転。『スター・ウォーズ』や『インディ・ジョーンズ』のゲームで知られ、『The Secret of Monkey Island』『Grim Fandango』『Full Throttle』など革新的なゲームを制作した。
- ストームフロント・スタディオズ — サンラフェル生まれのドン・ダグローが1988年に設立。『The Lord of the Rings: The Two Towers』や『NASCAR Racing』などのEAスポーツ・シリーズ、RPGの『Gold Box』、最初のグラフィックMMORPG（マッシブリー・マルチプレイヤー・オンライン・ロール・プレイング・ゲーム）である『Neverwinter Nights』で知られている。
- ビジュアル・コンセプツ — グレッグ・トーマスが1988年に設立、1999年にセガが買収、2004年にテイクツー・インタラクティブに売却された。多くのEAスポーツ作品で知られ、最近はセガのスポーツやその「2K」ライン・スポーツゲームでも知られている。
- トータリーゲームズ — 元ルーカスアーツのプログラマーだったラリー・ホランドが1994年に設立。『スター・ウォーズ』フライトシミュレーション・ゲームで知られている。
- THX — ルーカスフィルムの一部門として始まり、トムリンソン・ホルマンがスピンオフした。ハイファイ・オーディオ・ビジュアル再制作標準を作成。
- ファクター5 — ジュリアン・エッゲブレヒトが1987年にドイツで設立し、1996年に出版社のルーカスアーツに近づくためにサンラファエルに移転した。『スター・ウォーズ』や『インディ・ジョーンズ』のゲームで知られる。2009年5月、サンラフェルにあったスタディオが閉鎖された[8]。
- テルテイル・ゲームズ — 元ルーカスアーツの従業員が2004年に設立。書籍『Bone』のテレビゲーム版やアドベンチャーゲーム『Sam and Max』の話題性ある出版で知られている。
- マインドコントロール・ソフトウェア — 1994年にアンドリュー・リーカーが設立。インデペンデント・ゲームズ・フェスティバルで受賞したゲームソフト『Oasis』で知られている。

## 公園
サンラフェル市内には多くの公園がある。
- チャイナキャンプ州立公園、州全体の利用者のための地域公園
- マクニアーズ海浜公園、チャイナキャンプ州立公園に隣接する郡立公園、公園解放空間部が運営。公共プールもある（入場料5ドル）
- 地域社会公園としては、アルバート公園、ボイド公園、ピックルウィード公園およびテラ・リンダ・レクリエーション・センターがある。
- その他多くの地区公園とミニ公園がある。ガースル公園は歴史があり、第1通りの南の歩行者向き地区にあり、中心街に近い。

## 教育機関

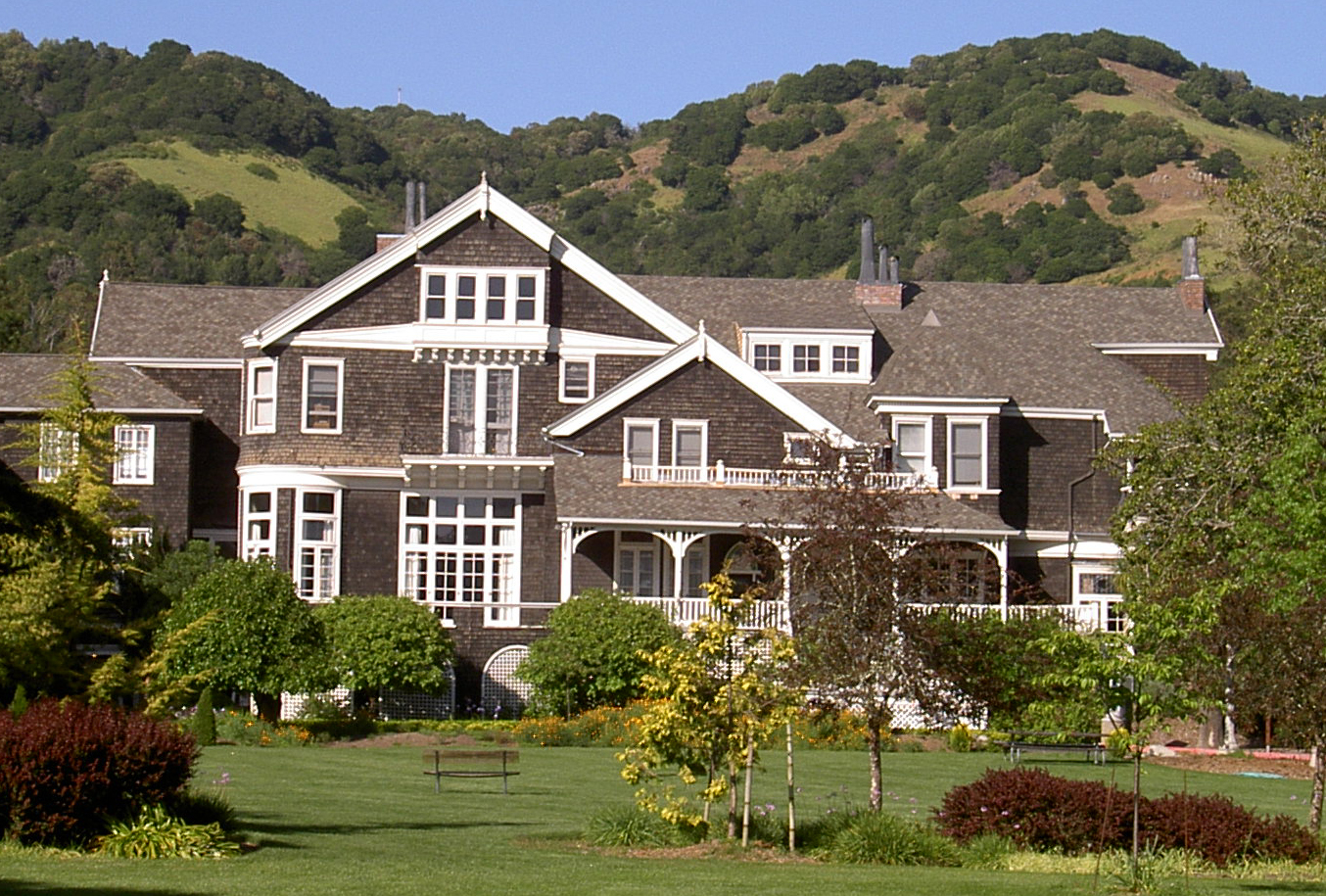
ドミニカン大学メドウランド・ホール

サンラフェルにはドミニカン大学という唯一の大学がある。
またアリ・アクバル音楽カレッジもあり、インド人の音楽家アリ・アクバル・カーンがインドの伝統音楽を教えるために設立した。
市内の公立学校の大半はサンラフェル市教育学区が管轄している。ディキシー教育学区は市内北部の幾つかの小学校と中学校を運営している。普通科高校の全てはサンラフェル市教育学区が管轄している。高校はサンラフェル高校とテラ・リンダ高校、およびオルターナティブ高校のマッドローン高校である。
上記教育学区で運営されていない公立学校としては州のチャーター・スクールであるフェニックス・アカデミーがあり、ドラッグやアルコールの無い生活様式を開発し、学術的な発展を推進し、感情問題を重視し、完全な経歴と職業的意思決定を行う化学指向の学校である。この学校は高度に構造化され監査されたプログラムを提供している。
私立学校には次の学校がある。
- セントマーク学校、テラ・リンダにある幼稚園生から8年生までの無宗派学校
- マリン・アカデミー、元はサンラフェル士官学校である私立高校、校名を変える前、学生は毎日午後5時に米西戦争時の大砲2門を発砲していた。
- 聖ラファエル学校、幼稚園生から8年生までの学校、歴史は聖ラファエル伝道所に繋がっている。
- 3R学校、非伝統的な学校運動の初期の例、タイム・マガジンに掲載され、各種教材の中でもマックガフィの第3折衷リーダーを用いている。1955年から1983年まで市内で運営された。
- ブランデイス・ヒレル全日制学校、幼稚園生から8年生までのユダヤ系学校、1978年にマリン郡キャンパスを開校、キャンパス内にはオーシャー・マリン・ユダヤ地域社会センターと組合ロデフ・ショロームも入っている。

## 大衆文化の中のサンラフェル
「420」という言葉は、大麻の消費に関して使われるとき、サンラフェル市、特にサンラフェル高校で始まったと考えられている。そのとき以来、「420」はアメリカ合衆国中さらに世界中に広まった。4月20日午後4時20分は放課後に最初のグループが大麻を吸う目的で集まった時刻である。

## 交通
- ソノマ・マリンエリア鉄道の駅がある

## 著名な出身者と住人
- イサベル・アジェンデ、著作家[10]
- ロバート・ドラー（1844年—1932年）、造船業界の大立者
- フィリップ・K・ディック、SF作家[11]
- ジョージ・デューク、音楽家
- ブラッド・ギルバート、プロテニス選手、コーチ
- ローレン・グランドコラス、アメリカ同時多発テロ事件で失敗したユナイテッド航空93便の乗客[12]
- ジェシ・ハートリー、1967年サンラフェル生まれの小説家
- アリ・アクバル・カーン、インド人音楽家[13]
- クリスチャン・モーテンセン（1882年8月16日-1998年4月25日）、115歳252日を生きた当時世界最長寿の男性[14]
- ナラダ・マイケル・ウォルデン、音楽家
- ソウル・ゼインツ、映画プロデューサー
- ジェイムズ・ヘットフィールド、音楽家、バンド「メタリカ」のメンバー[15]
- カルロス・サンタナ、音楽家、バンド「サンタナ」のリーダー[16]
- ジャスティン・フリッシュマン、音楽家、画家、バンド「エラスティカ」のメンバー
- エリザベス・チャールストン[17]
- マイケル・ジョンソン、陸上競技選手
- エリック・マーティン、音楽家、バンド「MR. BIG」のメンバー
- ウィリアム・イングリッシュ、発明家、コンピュータマウスの開発に貢献

## 地区
サンラフェル市内の全ての場所が広く受け容れられ広く認められた名前のある地区に入っているわけではないが、地元住人の大半から受容され認められている名前を持つ地区が幾つかある。市の2020年総合計画では30の地区を認めている。
| - ベイアイランズ - ベイサイドエーカーズ - ブレット・ハート - カリフォルニア・パーク - キャナル - キャナル・ウォーターフロント - セントラル・サンラフェル - チャイナキャンプ - シビックセンター - カントリークラブ - ドミニカン・ブラック・キャニオン | - フェアヒルズ - フランシスコ・ブールバード西 - ガースルパーク - グレンウッド - リンカーン・サンラフェルヒル - ロッホローモンド - ルーカス・バレー - マリンウッド - モントマリン・サンラフェルパーク | - モンテシート・ハッピーバレー - ノースサンラフェル・コマーシャルセンター - ピーコックギャップ - ピクニック・バレー - ラフェルメドウズ・ロスランチトス - サンタベネシア - スミスランチ - サンバレー - テラ・リンダ - ウェストエンド |